# Liojoppa occidentalis
Liojoppa occidentalis är en stekelart som beskrevs av Heinrich 1967. Liojoppa occidentalis ingår i släktet Liojoppa och familjen brokparasitsteklar. Utöver nominatformen finns också underarten L. o. ugandae.